# Sven Malmström (entreprenör)
Sven Maurits Malmström, född 17 mars 1876 i Karoli församling, Malmö, död 12 maj 1918 i Ulricehamn, var en svensk företagsledare. Malmström var tillsammans med sin yngre bror Hugo Malmström grundare och ägare till Sven & Hugo Malmströms metallvarufabrik mellan 1904 och fram till sin död. Fabriken tillverkade huvudsakligen belysningsarmatur.
Sven Malmström började sin affärsbana i Skottland där han under sex år var representant för Skandinavien hos försäkringbolaget Standard Life Assurance Company (engelska: Standard Life) med huvudkontor och säte i Edinburgh. Därefter flyttade han hem för att tillsammans med sin bror ta över sin fars verksamhet och ändra inriktning på den mot tillverkning av elektrisk belysning. Sven hade tillsammans med sin bror Hugo också affärsengagemang i en svensk agentur för kylanläggningar från danska Tuxham & Hammerich samt styrelseplats i Köpmannabanken i Malmö. Sven Malmström ägde flera fastigheter i Malmö. Han reste ofta till Berlin i affärer.
Brodern Hugo sålde den primära affärsverksamheten metallvarufabriken till Elektriska AB Chr Bergh & Co år 1919 efter att Sven Malmström hade avlidit 42 år gammal på Ulricehamns sanatorium.
Malmström var en hängiven sportseglare och hade en styrelseplats i Malmö segelsällskap. Han var också tävlingsskytt. Han engagerade sig i musik på flera nivåer, till exempel i Malmö musikkonservatorium, som affärsman i Gustafsson och Ljungquists pianomagasin och som violinist i en stråkkvartett. Malmström spelade första fiolen bland annat i en ensamble under ledning av hovkapellmästare Richard Henneberg.